# Gefrierverfahren

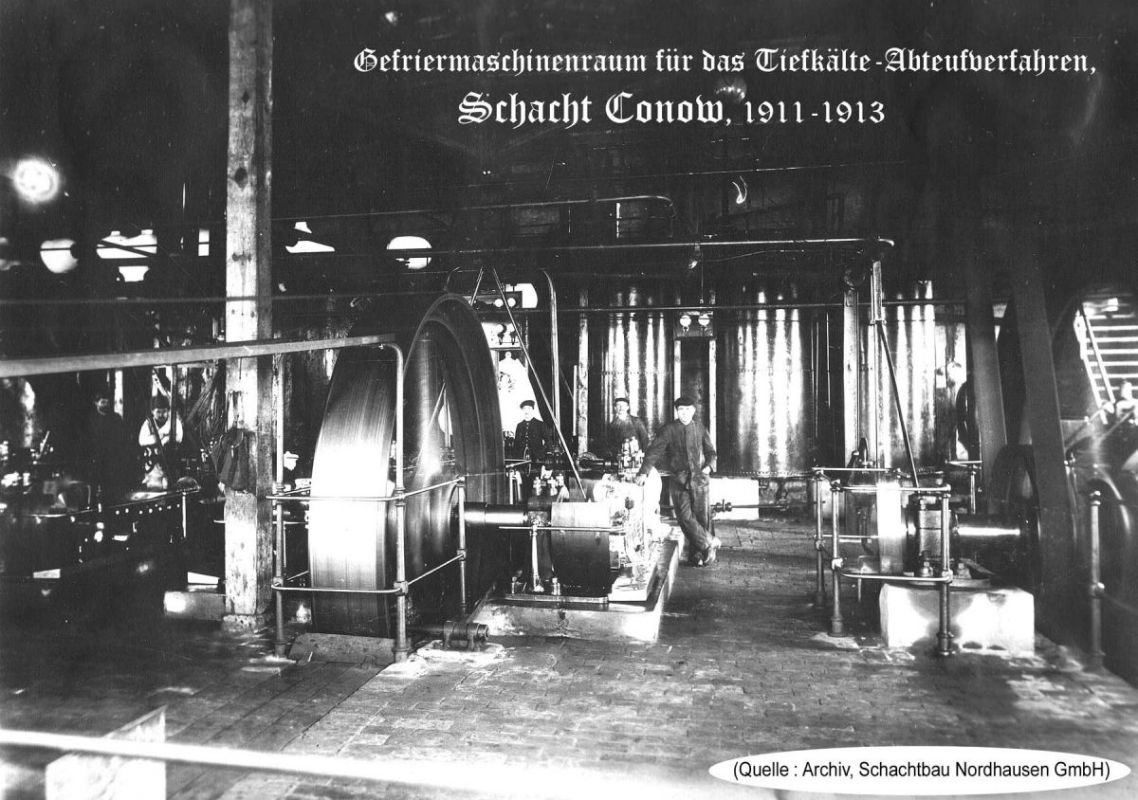
Gefriermaschine

Das Gefrierverfahren ist ein Verfahren, das zur Herstellung von künstlich gefrorenen Bodenkörpern dient. Im Bergbau wird das Verfahren beim Abteufen von Schächten angewandt. Das Verfahren wird auch Gefrierschachtverfahren genannt und Schächte, die mit diesem Verfahren hergestellt werden, nennt man im Bergbau Gefrierschächte.

## Geschichte
Bereits im Winter des Jahres 1853 nutzten französische Ingenieure bei der Erstellung eines Minenschachtes im wasserführenden Lockergestein die Eigenschaften von natürlich gefrorenem Boden. Künstliche Kälte wurde beim Schachtabteufen zum ersten Mal in Großbritannien (Wales) im Jahre 1862 angewandt. Hier wurde jedoch die Sohle des Schachtes abschnittsweise gefroren. In Deutschland wurde das Verfahren im Jahr 1883 von dem deutschen Ingenieur Friedrich Hermann Poetsch entwickelt und erstmals ausprobiert. Noch im selben Jahr ließ sich Poetsch dieses Verfahren patentieren und wandte es auf der Grube Archibald bei Schneidlingen erstmals mit Erfolg an. Dieses Verfahren hat sich dann international durchgesetzt. Viele Schächte im Steinkohlenbergbau des Ruhrgebietes, bei denen das aufliegende Deckgebirge zu durchteufen war, sind so erstellt worden. Bis zur Mitte des 20. Jahrhunderts blieb das Verfahren bis auf wenige Ausnahmen auf den Bau von Schächten beschränkt. Seit das Verhalten gefrorener Böden erforscht ist, wird dieses Verfahren heute auch in anderen Bereichen eingesetzt.

## Grundlagen
Im Bergbau bereitet das Durchdringen wasserführender Schichten beim Abteufen von Schächten große Probleme. Das Auftreten sogenannter Schwimmsandschichten ist, aufgrund der nicht vorhandenen Standfestigkeit solcher Schichten, mit großen Schwierigkeiten verbunden. Insbesondere im 19. Jahrhundert war es für die Bergleute eine große Herausforderung, solche Schichten zu durchörtern. Aber auch im Tunnelbau kommt es vor, dass wasserführende lockere Gebirgsschichten zu durchfahren sind. Das Gefrieren der lockeren Gebirgsschichten eignet sich insbesondere bei größeren Störungen im Boden. Für einfache Abdichtungen oder Abstützungen ist das Verfahren jedoch zu kostenintensiv. Werden lockere Gebirgs- oder Sandschichten gefroren, werden sie fest und wasserundurchlässig. Gefrorener Boden ist chemisch neutral, bildsam und annähernd so fest wie Magerbeton.

## Verfahren
Zunächst werden rund um das geplante Objekt, z. B. einen zu teufenden Schacht, in kurzen Abständen von etwa einem Meter Löcher gebohrt. Die Löcher werden mit einer Distanz von zwei bis drei Metern zum Ausbruchsumfang erstellt. Dabei werden die wasserführenden Schichten bis in das wasserstauende Gebirge gebohrt. In die erstellten Bohrlöcher werden Rohre eingebaut, die unten geschlossen sind. In jedes dieser Außenrohre wird ein Fallrohr, auch Gefrierrohr genannt, eingehängt. Diese Fallrohre sind unten offen. Nachdem alle Rohre eingebaut sind, werden die Rohre an eine Kältemaschine angeschlossen und anschließend mit einem Kühlmittel beaufschlagt. Das Kühlmittel gelangt über das Fallrohr zur Bohrlochsohle und steigt im äußeren Ringraum wieder auf. Bei diesem Vorgang wird dem umliegenden Gebirge Wärme entzogen und es entsteht ein Frostkörper. In dessen Schutz wird der Schacht dann wie im standfesten Gebirge abgeteuft. Mit fortschreitenden Abteufarbeiten wird in die Schachtröhre ein wasserdichter Schachtausbau eingebracht. Zum Kühlen wird das Soleverfahren angewendet. Zur Erzeugung von sehr tiefen Temperaturen wird das Schockgefrieren mittels Stickstoff verwendet. Durch das Verfahren findet keine Belastung des Grundwassers und des Bodens statt. Bis auf ein paar weiche Rohre bleiben nach dem Auftauen keine weiteren Rückstände im Boden zurück. Deshalb kommt es nach Anwendung des Verfahrens bei späteren Baumaßnahmen auch zu keinerlei Behinderungen. Es sind auch Anwendungen bekannt, die den Gefriervorgang durch Einblasen kalter Luft beförderten: Tunnelbau durch Brunkebergsåsen/Stockholm 1884 und Tunnelbau nach der Gefrierbauweise unter dem East River.

## Standsicherheit des Frostkörpers
Die Stärke der Frostwand und die Druckfestigkeit des Gebirges bestimmen die Standfestigkeit des Frostkörpers. Die Standsicherheit des Frostkörpers wird anhand von Bodenproben mittels einaxialer oder dreiaxialer Druckversuche ermittelt. Die Druckfestigkeit des Frostkörpers wächst mit sinkender Temperatur. Die höchsten Festigkeit erreicht gefrorener reiner Quarzsand, dabei ist die Festigkeit des Sandes umso höher, je grobkörniger er ist. Die Festigkeit von gefrorenem Ton ist nur halb so groß wie die von Quarzsand. Anhand der ermittelten Werte der Bodenproben lässt sich die erforderliche Stärke der Frostwand ermitteln. Die Werte, die anhand der einaxialen Druckversuche ermittelt werden, sind dabei jedoch nicht genau genug, um eine wirtschaftliche Bemessung des Frostkörpers bei großen Teufen zu ermitteln. Hier bringen die dreiaxialen Druckversuche genauere Werte. Abhängig von der Druckfestigkeit des Frostkörpers wird dann letztendlich die Dicke der Frostwand bestimmt. Durch Nachvereisen kann der Frostkörper während der ganzen Lebensdauer verstärkt werden. Bei größeren mit Wasser gefüllten Hohlräumen im zu gefrierenden Boden kann der Gefriererfolg stark beeinträchtigt werden. In diesen Fällen können die Hohlräume durch vorheriges Zementieren verfestigt werden. Das Gebirge enthält dadurch weniger Wasser und gefriert so schneller. Außerdem wird durch solche Maßnahmen brüchiges Gebirge zusätzlich verfestigt.

## Nach dem Auftauen
Zu beachten ist, dass der gefrorene Boden nach dem Auftauen seine Eigenschaften ändert. Insbesondere sind die Tragfähigkeit und die Volumenänderung von Bedeutung. Nach dem Auftauen sinkt die Tragfähigkeit besonders bei Moor- oder Torfböden. Bei diesen Böden ist die Tragfähigkeit alleine durch den Frost begründet. Bei Ton oder schluffigem Ton kommt es nach dem Abtauen zu Setzungen. Da sich das Volumen des Bodens beim Gefrieren vergrößert, kommt es beim Auftauen zu einer Verringerung des Volumens. Ob der Boden wieder das gleiche Volumen annimmt wie vor dem Gefrieren, hängt von mehreren Faktoren ab. Insbesondere das Verhalten des Wassers im Boden während des Gefriervorgangs hat einen Einfluss auf das Volumen nach dem Auftauen. Nimmt der Boden während des Gefriervorgangs zusätzliches Wasser auf, kommt es zur verstärkten Ausdehnung des Frostkörpers. Dies führt wiederum nach dem Auftauen zu einer stärkeren Volumenabnahme.

## Einsatz
Neben dem Einsatz beim Schachtabteufen wird das Verfahren auch außerhalb des Bergbaus beim Tunnelbau und beim Grundbau eingesetzt, dort wird es als Bodenvereisung bezeichnet. Beim Tunnelbau wird das Gefrierverfahren zur Firstvereisung und zur Vortriebssicherung eingesetzt. Bei der Erstellung von Startschächten und zur Erstellung von Querschlägen zwischen zwei Tunnelröhren kommt das Verfahren ebenfalls zur Anwendung. Ferner dient es zur Erstellung von Einfahr- und Anfahrplomben bei Schildvortrieben und Rohrverpressungen. Beim Grundbau wird das Verfahren für die Stabilisierung von Fundamenten und Wänden und zur Baugrubenumschließung verwendet. Außerdem dient es auch zur Abdichtung und Unterfangung von Spundwänden. In Hamburg wurde das Verfahren beim Bau der City-S-Bahn zur Verlegung eines Stammsiels angewendet.